# Ana Castaño
Ana María Castaño Rey (Pesoz, Asturias, 16 de enero de 1961) es una política española.

## Biografía
Nació en el municipio asturiano de Pesoz en 1961 y es licenciada en Historia, además de diplomada en Gestión y Administración Pública. Entre 2007 y 2011 fue directora de Servicios Sociales del Ayuntamiento de Avilés y es técnica en excedencia de la Fundación Municipal de Cultura, Educación y Universidad Popular del Ayuntamiento de Gijón. En las elecciones municipales de 2015 fue en las listas de Izquierda Unida para la alcaldía de Gijón, municipio en el que reside, y fue elegida concejala. El 16 de junio de 2015 fue nombrada diputada del Congreso de los Diputados por la circunscripción electoral de Asturias, en sustitución de Gaspar Llamazares. En las elecciones generales de diciembre de 2015 no fue en las listas de Unidad Popular, por lo que no revalidó su escaño.
En las elecciones municipales de 2019 no logra revalidar su escaño en el Ayuntamiento de Gijón. En 2021 se convierte en coordinadora local de IU en Gijón, en sustitución de Faustino Sabio.